# Vera van Hasselt
Vera Louise Maria Tummers-van Hasselt (Ubbergen, 5 juli 1924 – Heerlen, 5 oktober 2014) was een Nederlands beeldhouwer, medailleur en tekenaar.

## Leven en werk
Van Hasselt bezocht tijdens haar gymnasiumperiode het atelier van het echtpaar Albert en Godelieve Meertens in Berg en Dal, waar ze door mevrouw Meertens werd ingewijd in de beeldhouwkunst. Na één jaar kunstgeschiedenis aan de Universiteit van Amsterdam koos ze voor de kunstenaarspraktijk en vervolgde haar opleiding bij Charles Vos aan de Stadsacademie Maastricht en bij Oscar Jespers aan de Jan van Eyck Academie in Maastricht. Ook volgde ze lessen bij Ossip Zadkine in Parijs en Henry Moore.
In 1954 trouwde ze met de kunstenaar Nic. Tummers (1928-2020), die later onder meer lid van de Eerste Kamer der Staten-Generaal werd. In 1957 exposeerde ze in Museum Het Valkhof met onder anderen Mari Andriessen en John Rädecker. Het bekendste werk van Van Hasselt is wellicht het beeldje van Mariken van Nieumeghen, dat dankzij een anonieme weldoener in 1957 op de Grote Markt in Nijmegen kon worden geplaatst. Toen koningin Juliana een jaar later de stad bezocht kreeg zij een reproductie van het beeld.
De beeldhouwster overleed op 90-jarige leeftijd.

## Werken (selectie)
- Beeld van Mariken van Nieumeghen (1957), Nijmegen
- Fluitspeler (1963), Beek
- Vierdaagsemonument (1966) in het Julianapark, Nijmegen
- Der Koehp va Hehle (1971), Heerlen (n.a.v. een verhaal van Mathieu Kessels)
- D'r Träoteman (1978), Kerkrade
- Ganzenjong (1983), Heerlen

### Galerij

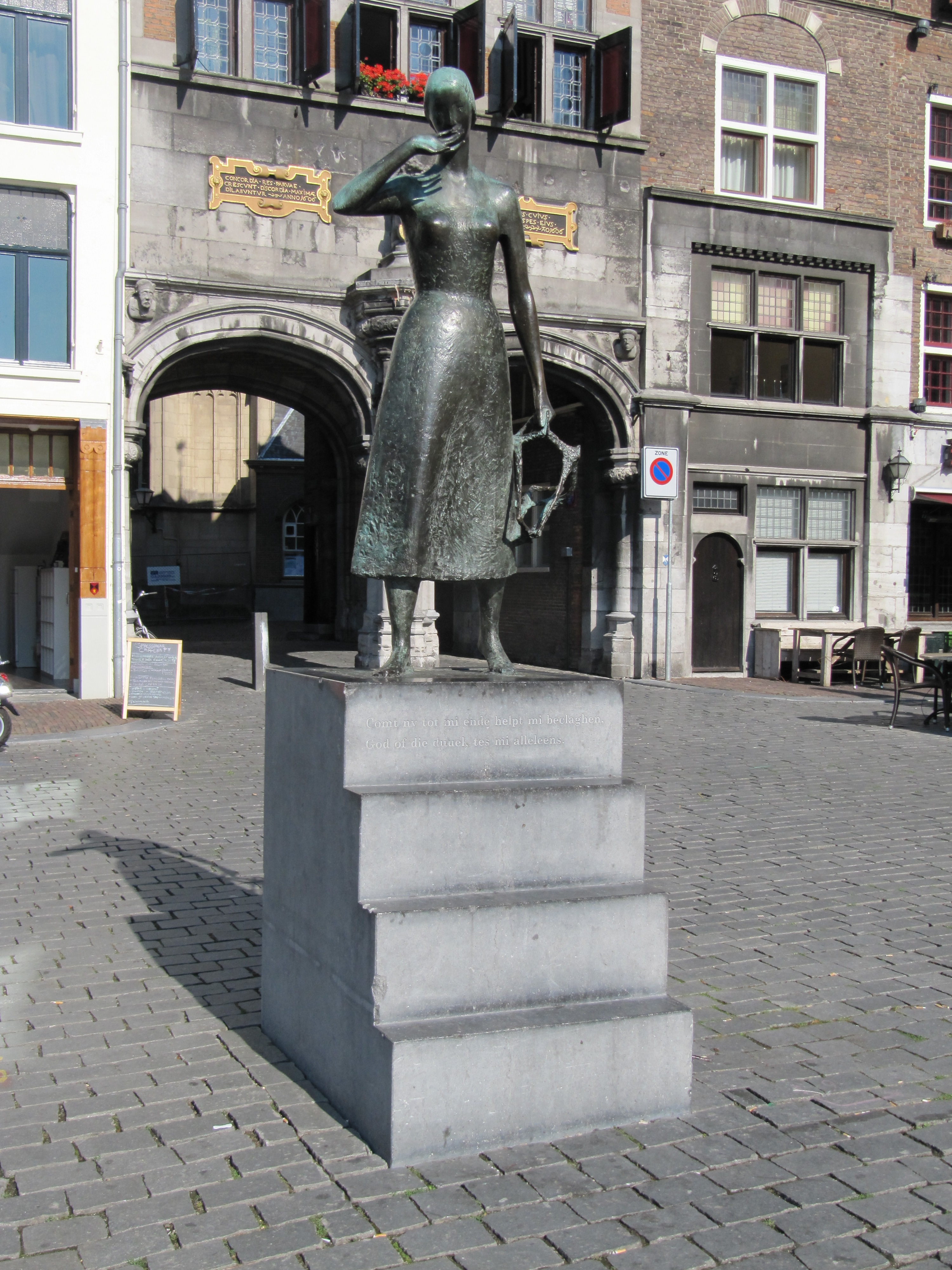
Mariken van Nieumeghen, Nijmegen
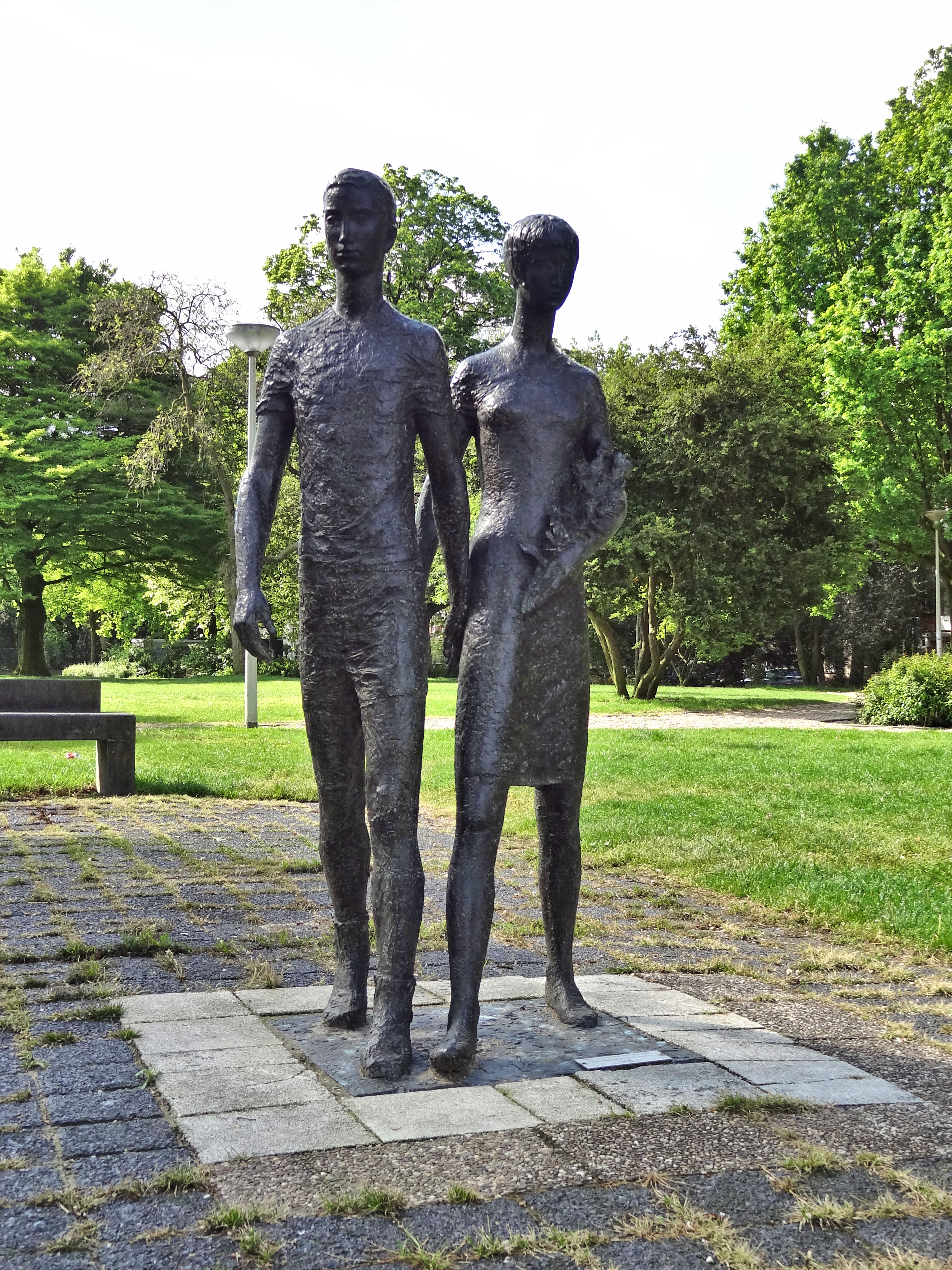
Vierdaagsemonument, Nijmegen
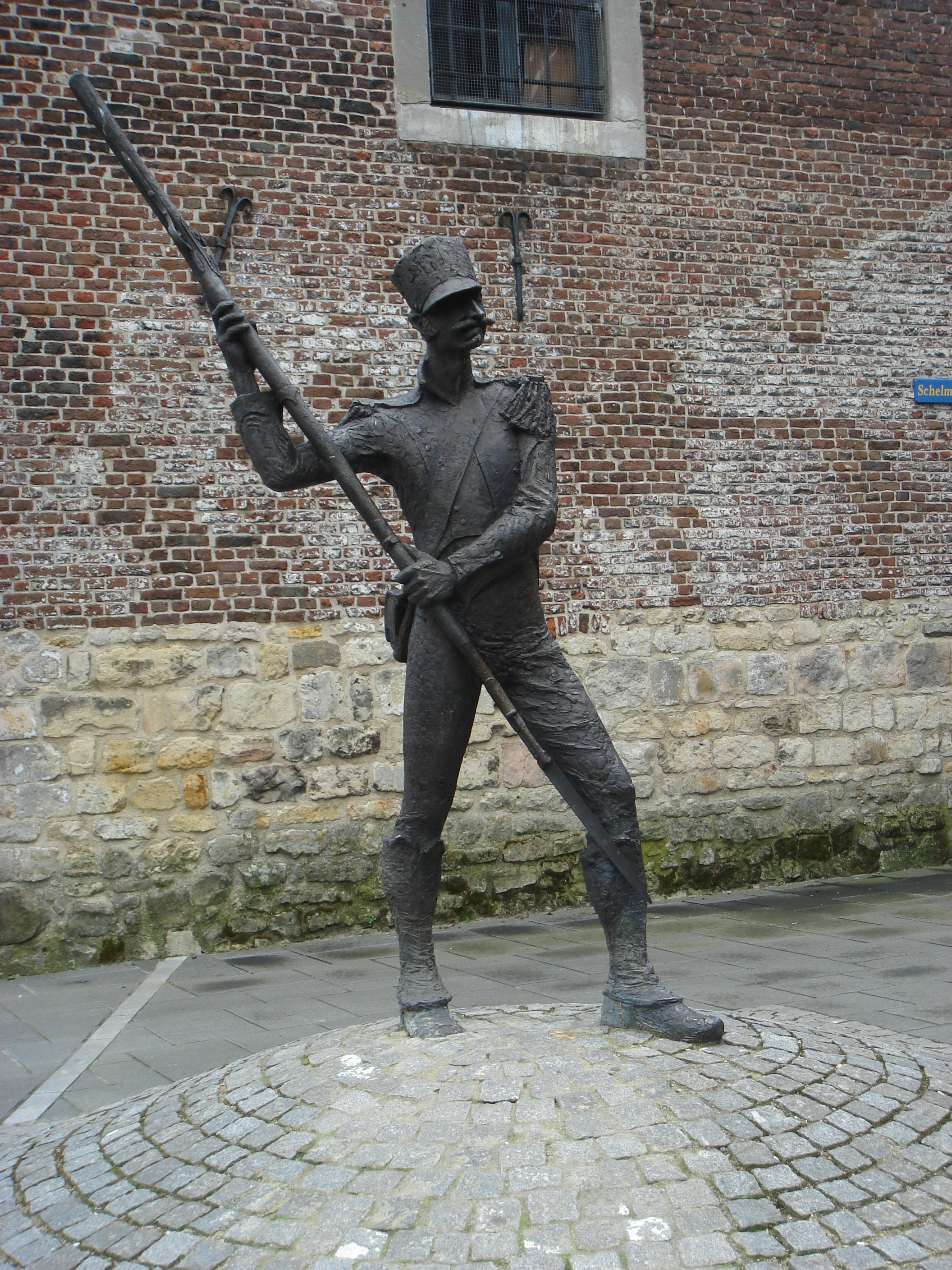
Der Koehp va Hehle, Heerlen
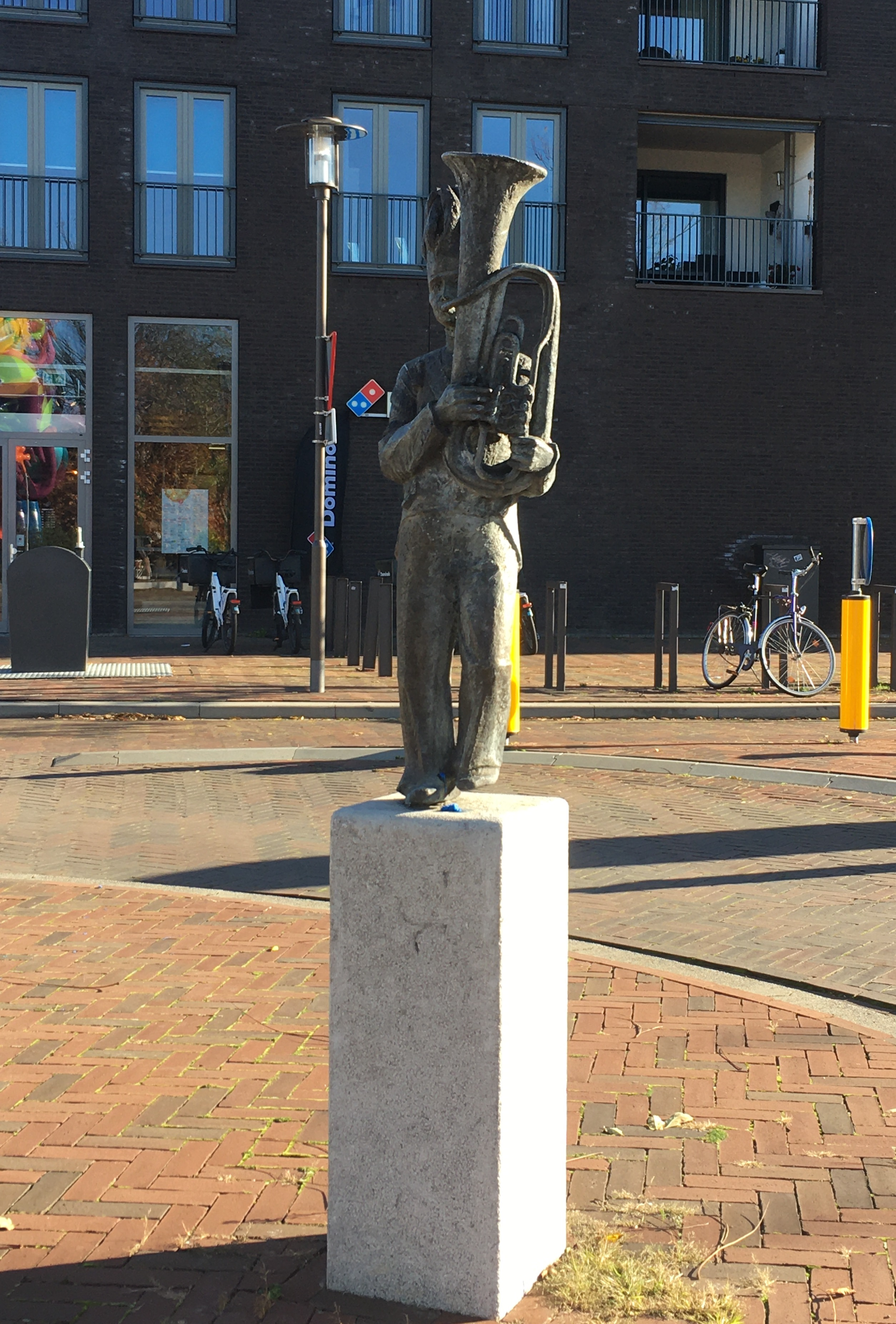
D'r Träoteman, Kerkrade
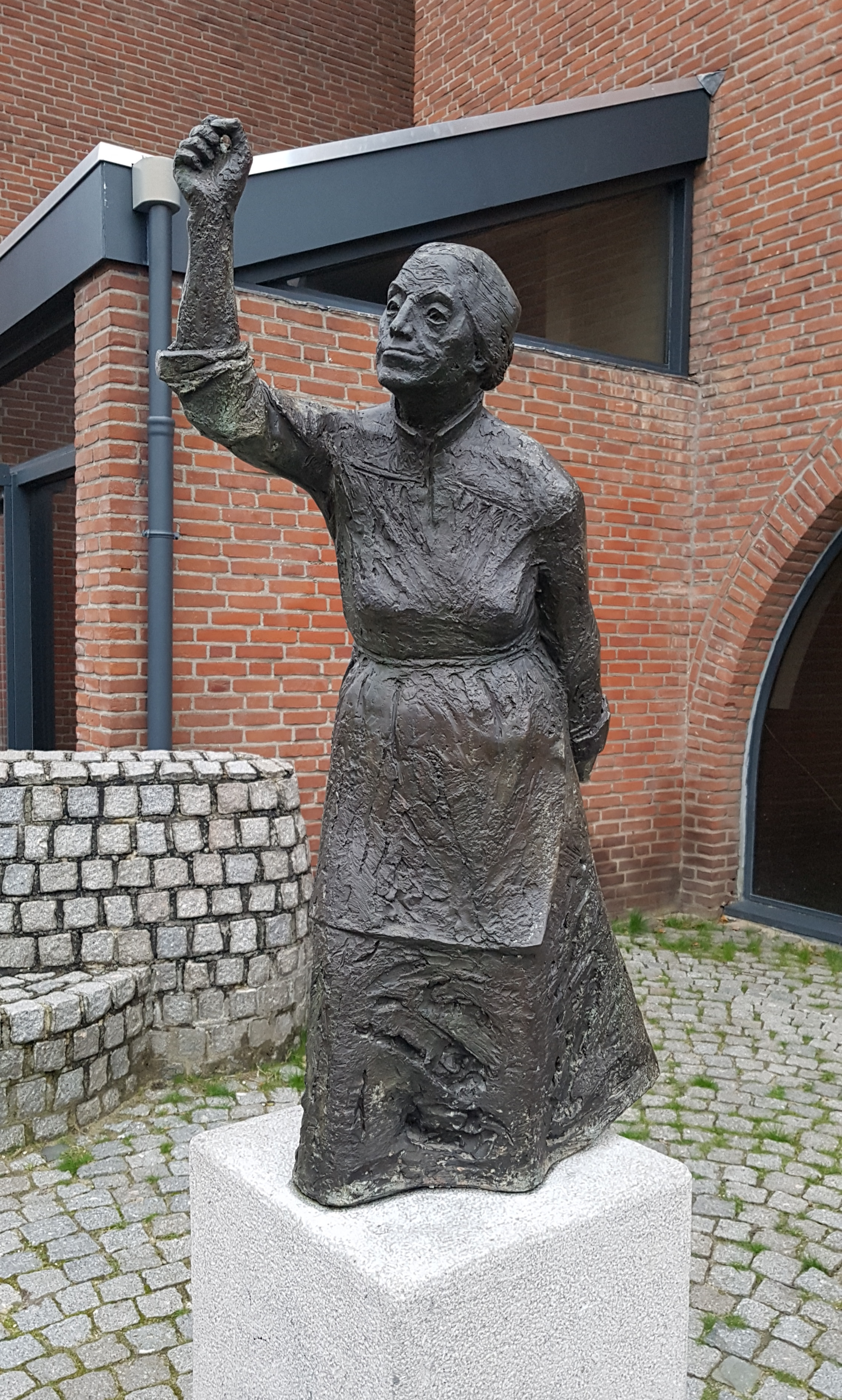
Roöd Truud